# Château des ducs de Bourbon
Pour les articles homonymes, voir Château des ducs de Bourbon à Montluçon.
Le château des ducs de Bourbon est situé à Moulins, en France.

## Localisation
Le château est situé près de la cathédrale de Moulins, dans le département de l'Allier, en région Auvergne-Rhône-Alpes.

## Description
Le château au XIVe siècle était composé du donjon habitable dite « tour Mal-Coiffée », auquel est accolée les restes d'un logis percé de grandes fenêtres en arcs brisés, une grande salle (aula), lieu de la représentation du pouvoir des ducs, ainsi que de quatre bâtiments enserrant une cour intérieure. D'un point de vue défensif, il était intégré aux fortifications de la ville, était également pourvu de fossés, de lices et de tours.
La tour de la Mal-Coiffée est le vestige de l'ancien château médiéval des ducs de Bourbon. Son surnom de « Mal-Coiffée » lui vient de Louis II de Bourbon, qui, contemplant la tour carrée du château, se serait exclamé « c’est une belle tour, mais elle est mal coiffée ».
La tour de la Mal-Coiffée, ancien donjon du XIVe siècle subsistant a des dimensions d'environ 20 mètres sur 14 mètres et a une élévation de 45 mètres étalés sur 6 ou 7 niveaux,. Un petit bâtiment de la fin du Moyen Âge avec une galerie extérieure d'inspiration italienne et une tour (pavillon Anne de Beaujeu) lui est accolé. Le bâtiment reconstruit en 1900, abrite un musée des beaux-arts. 

## Historique

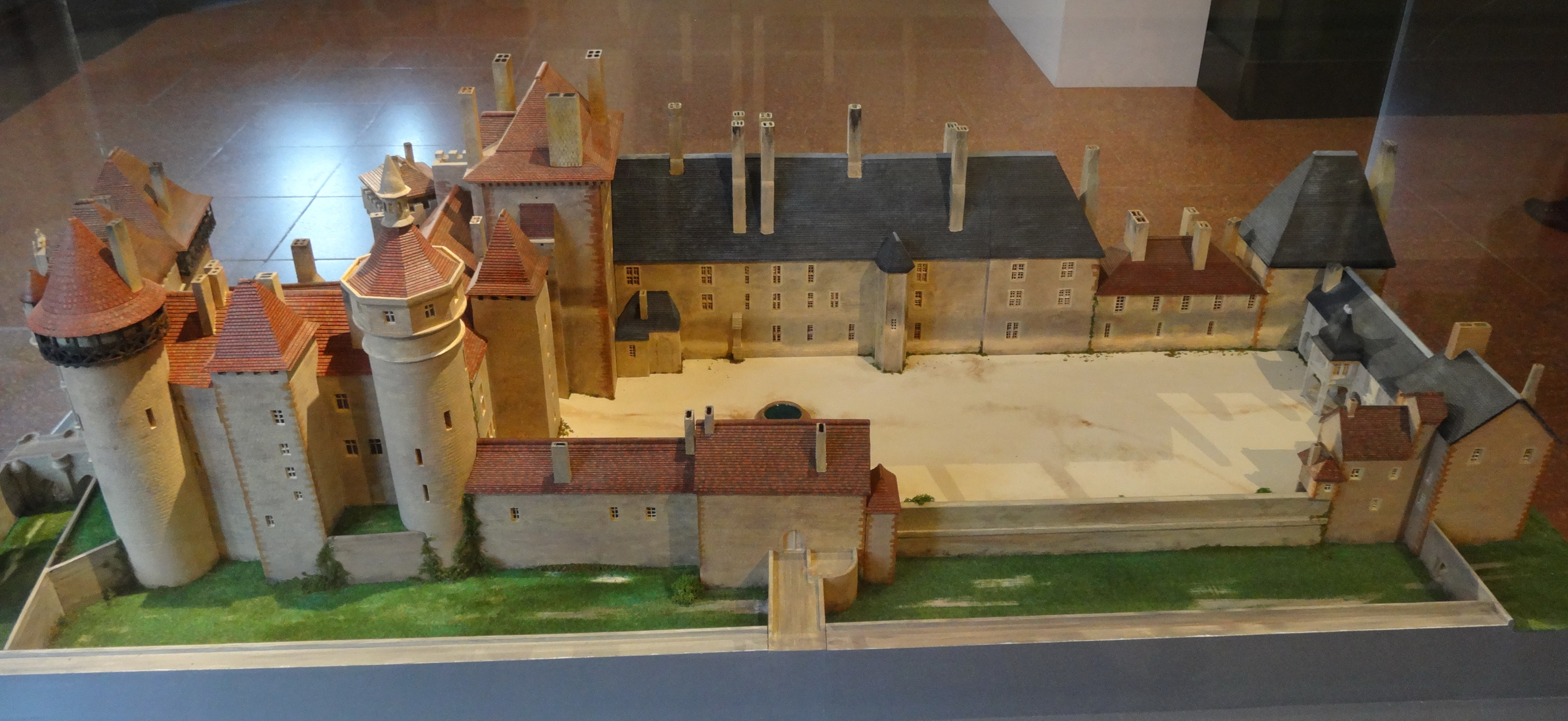
Maquette du Palais des ducs de Bourbon en figurant l'aspect au début du XVIe siècle.

Un premier château est attesté au XIe siècle, succédant vraisemblablement à une motte castrale du Xe siècle. Avant 1341, Louis Ier duc de Bourbon transforme l'hôtel des Archambaud. Le château est rebâti par Louis II de Bourbon entre 1366 et 1375.
À la fin du XVe siècle et début du XVIe siècle, Pierre II de Bourbon et Anne de Beaujeu deviennent duc et duchesse de Bourbon et agrandissent, en 1497, le château ducal et font construire l'aile nord qui compte parmi les premiers édifices Renaissance en France. Cette partie du château, encore debout, mais très remaniée, porte précisément le nom de « pavillon Anne de Beaujeu ». Il abrite aujourd’hui le musée départemental d’art et d’archéologie. 
Après le démantèlement du duché du Bourbonnais, le château passe aux mains des reines de France. Veuve du roi Henri III, la reine Louise de Lorraine-Vaudémont s'y retira et y mourut en 1601.
Le château subit en 1755, un violent incendie dont il ne se relèvera pas. Lors de la Révolution française, il est vendu comme bien national et au XIXe siècle, l'extension de la cathédrale provoque le démantèlement d'une partie des constructions du château.
Les restes du palais sont classés au titre des monuments historiques par liste de 1875.
Pendant la Seconde Guerre mondiale, la tour fit office de prison allemande (9 juin 1940-25 août 1944). Des milliers de juifs et de résistants y furent détenus. La tour demeure une prison jusqu'en 1984. Rénovée en 2007, elle est désormais ouverte au public et connaît à l'heure actuelle des travaux de restauration et des ambitions de restructuration de l'espace fortifié dans ses fonctions muséales.
Du château érigé par Louis II de Bourbon puis modifié par Pierre II de Bourbon et Anne de Beaujeu, il ne reste aujourd’hui que la tour de la Mal-Coiffée, la grande courtine, la tour des archives et des caves,. Cependant, un plan de 1777 ou 1779 permet de connaître l'ensemble du palais dont il ne reste que des vestiges.

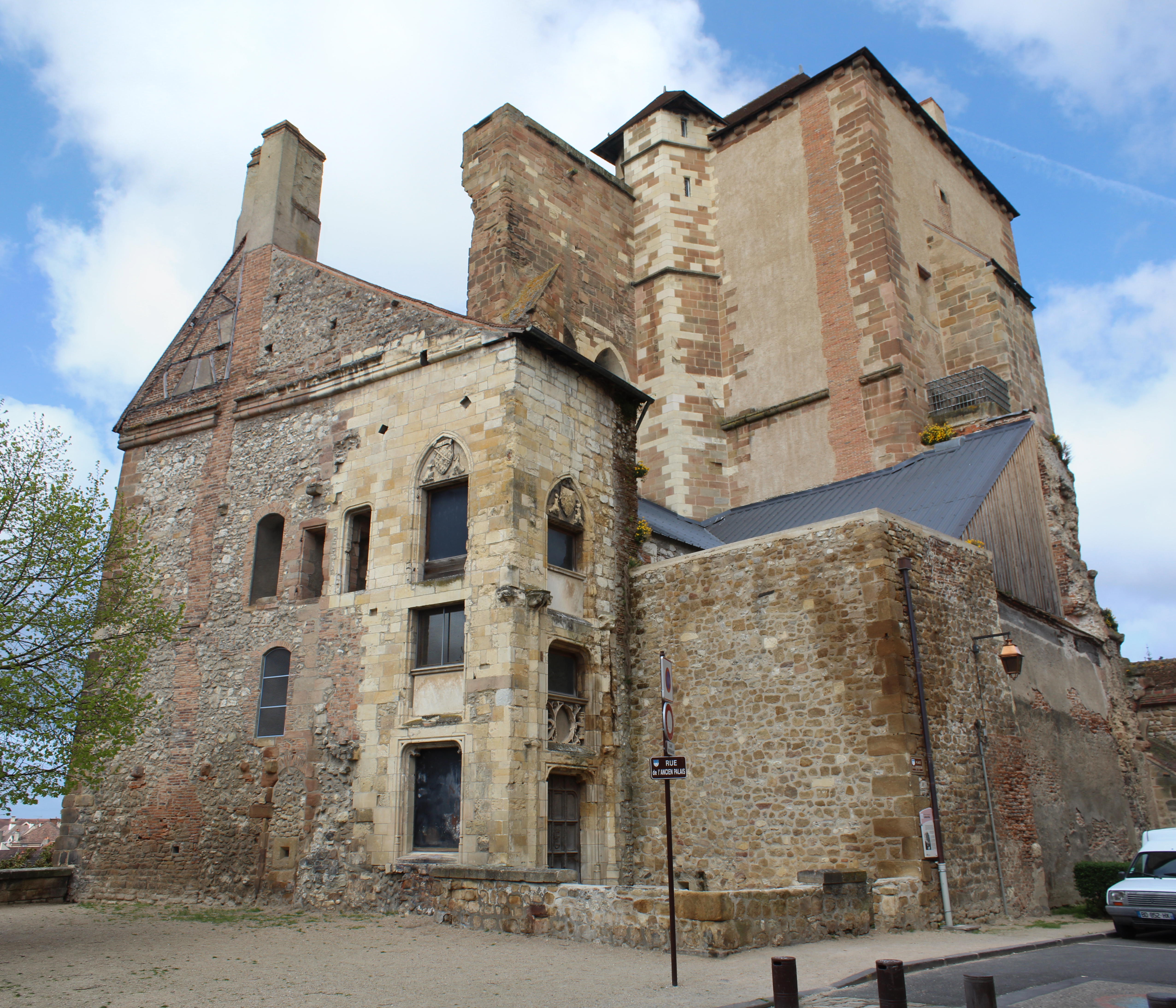
Vue générale des vestiges.
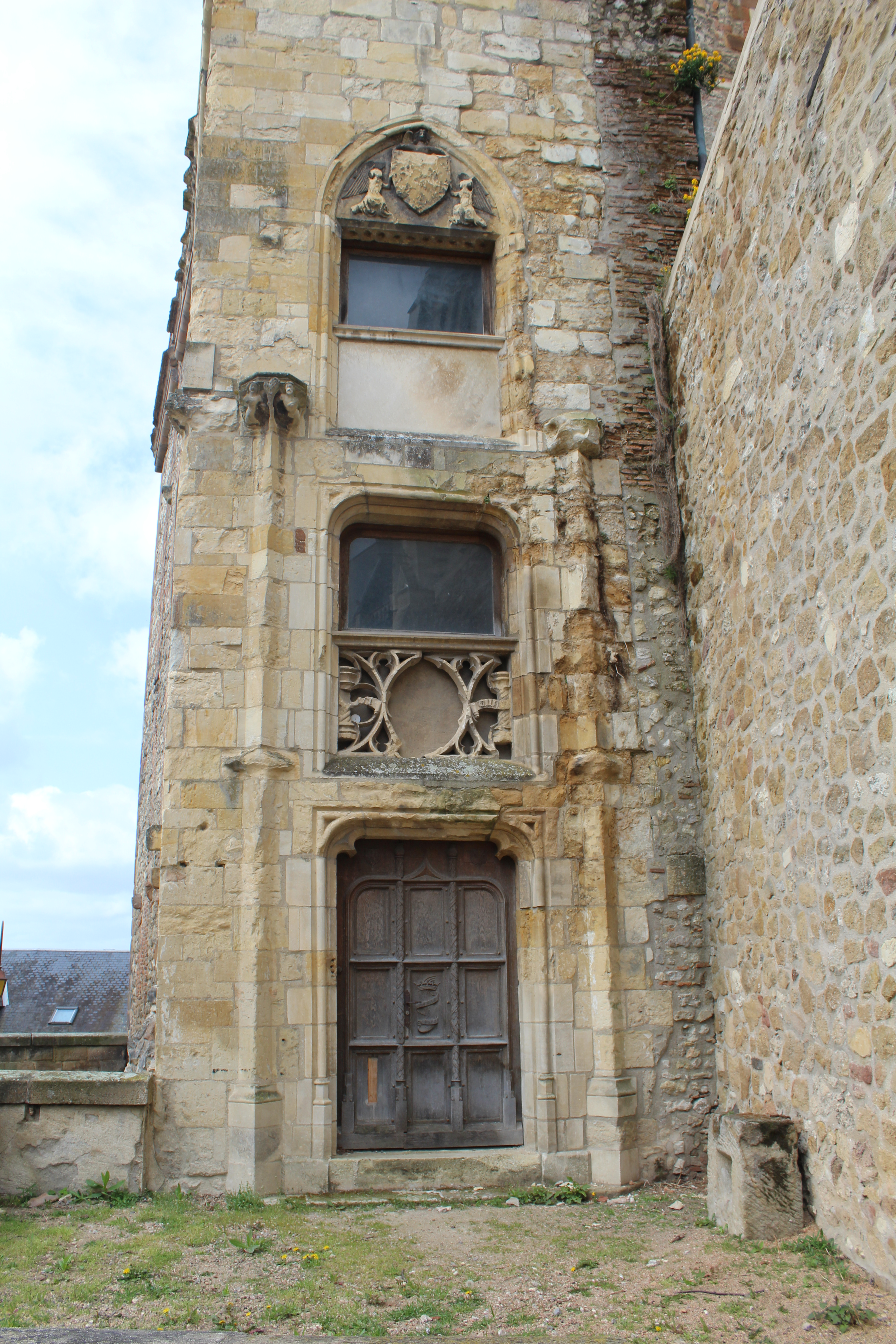
Détails.
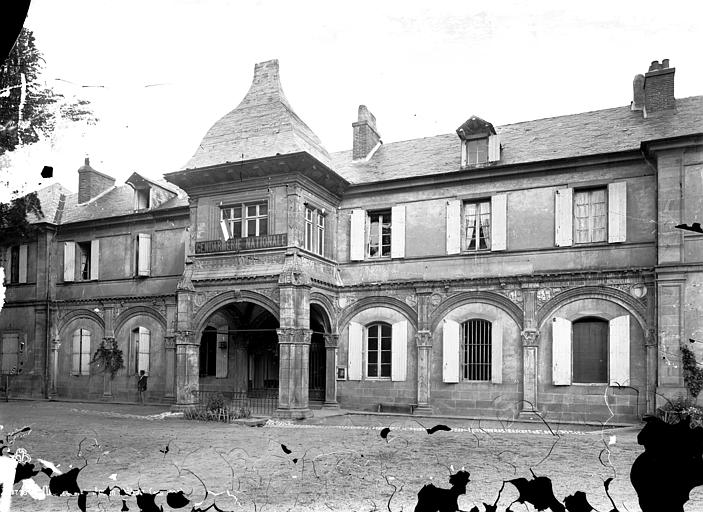
Façade sur cour (pavillon « Anne de Beaujeu ») à la fin du XIXe siècle.
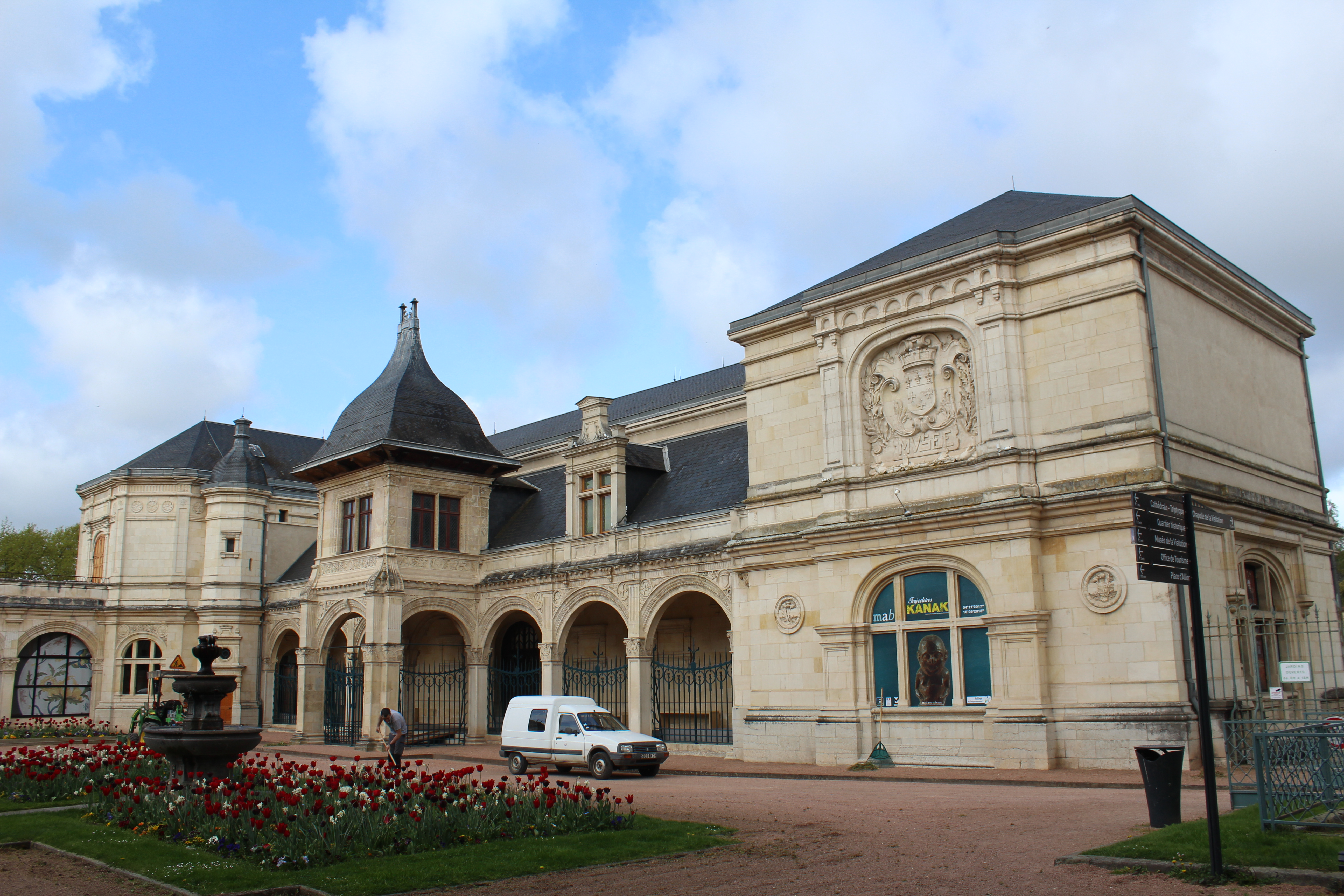
Pavillon « Anne de Beaujeu » de nos jours.
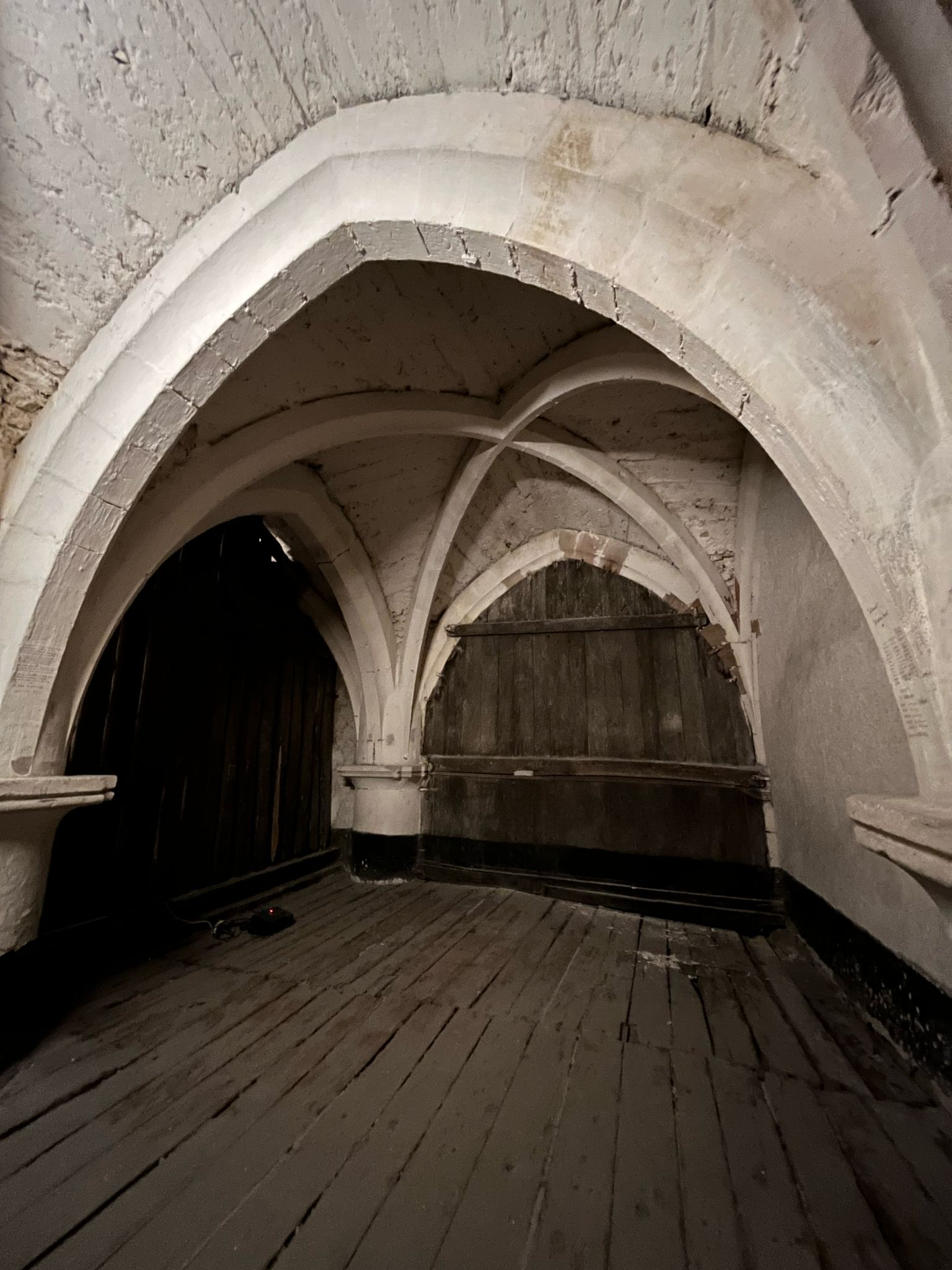
Cave de la Mal-coiffée ayant servi de prison collective pendant l'Occupation.